# Neuville-sur-Ain
Neuville-sur-Ain – miejscowość i gmina we Francji, w regionie Owernia-Rodan-Alpy, w departamencie Ain.

## Demografia
Według danych na styczeń 2012 gminę zamieszkiwało 1638 osób, a gęstość zaludnienia wynosiła 82,8 osób/km².